# Minervauggla
Minervauggla (Athene noctua) är en liten, daglevande uggla som ses i kontinentala Europa, Asien samt norra och södra Afrika.

## Kännetecken

### Utseende
På ovansidan är minervaugglan gråbrun till brun med ljusa fläckar. Strupe och bröst är ljusa med brunaktiga fläckar. Vaxhuden är starkt svälld och tårna är endast sparsamt befjädrade. Den är ungefär stor som en pärluggla och mäter 23-27,5 centimeter på längden, har ett vingspann på 50–57 centimeter och väger ungefär 140–200 gram. Honorna blir som regel något större än hanarna.

### Läte
Minervaugglans sång är en mjuk och rätt mörk vissling som stiger något på slutet och upprepas var 5:e till 10:e sekund. Honans läte är ljusare, hesare och mer nasalt, medan ungarna tigger med hesa "schrii". Det vanligaste lätet är dock ett klagande "kilo" eller "kviev", fallande och i falsett. Den varnar också med gälla, korta "kji, kji, kji-kji...".

## Utbredning och taxonomi
Minervaugglan är en stannfågel som häckar i Europa och österut genom Asien till Korea, i södra och nordöstra Afrika, och i Mellanöstern. I Europa häckar den upp till cirka 58° nordlig bredd, men är vanligast i Mellan- och Sydeuropa. Man brukar dela upp den i 13 underarter med följande utbredning:
- noctua-gruppen:
  - Athene noctua vidalii – södra Östersjöområdet till Iberiska halvön, Balearerna, Polen och nordvästra Ryssland
  - Athene noctua noctua – Sardinien, Korsika, Italien, nordvästra Balkan, sydöstra Österrike, Slovakien, Ungern och Rumänien
  - Athene noctua indigena – Balkan till Turkiet, södra Ryssland, Transkaukasien och sydvästra Sibirien
  - Athene noctua glaux – norra Afrika och kustnära Israel norrut till Haifa
  - Athene noctua saharae – Marocko till Tunisien söder om Atlasbergen, libyska kusten, västra Egypten och Arabiska halvön
  - Athene noctua orientalis – nordvästligaste Kina och närliggande Sibirien
  - Athene noctua impasta – västcentrala Kina (Kokonor och västra Gansu)
  - Athene noctua ludlowi – sydcentrala Kina och Tibet till norra Himalaya
  - Athene noctua plumipes – nordöstra Kina, Mongoliet och Ussuriland
- spilogastra/somaliensis-gruppen
  - Athene noctua spilogastra – Rödahavskusten i östra Sudan och norra Etiopien
  - Athene noctua somaliensis – östra Etiopien och Somalia
- Athene noctua lilith – Cypern samt Mellanösterns inland från sydöstra Turkiet till södra Sinaihalvön
- Athene noctua bactriana – Azerbajdzjan till Irak, Iran, Afghanistan och Balkasjsjön

Artepitetet i det vetenskapliga namnet är en variant av det latinska ordet noctuus (under natten).

### Förekomst i Sverige
Det första dokumenterade exemplaret som sågs i Sverige var i Lomma i början av 1800-talet. Så i mars 1939 konstaterades en minervauggla på gården Rosenhäll i Härslöv i Skåne. I slutet av april dök det upp en hona och när man så småningom hittade två ungar var häckningen ett faktum. Ugglorna fanns i området ända fram till februari 1942. 1948 ska en jägare ha skjutit en minervauggla i samma trakter, som skickades för uppstoppning. 30 år senare, den 29 november 1981 hittade man en död minervauggla i Mellanhedsparken i Malmö.

## Ekologi

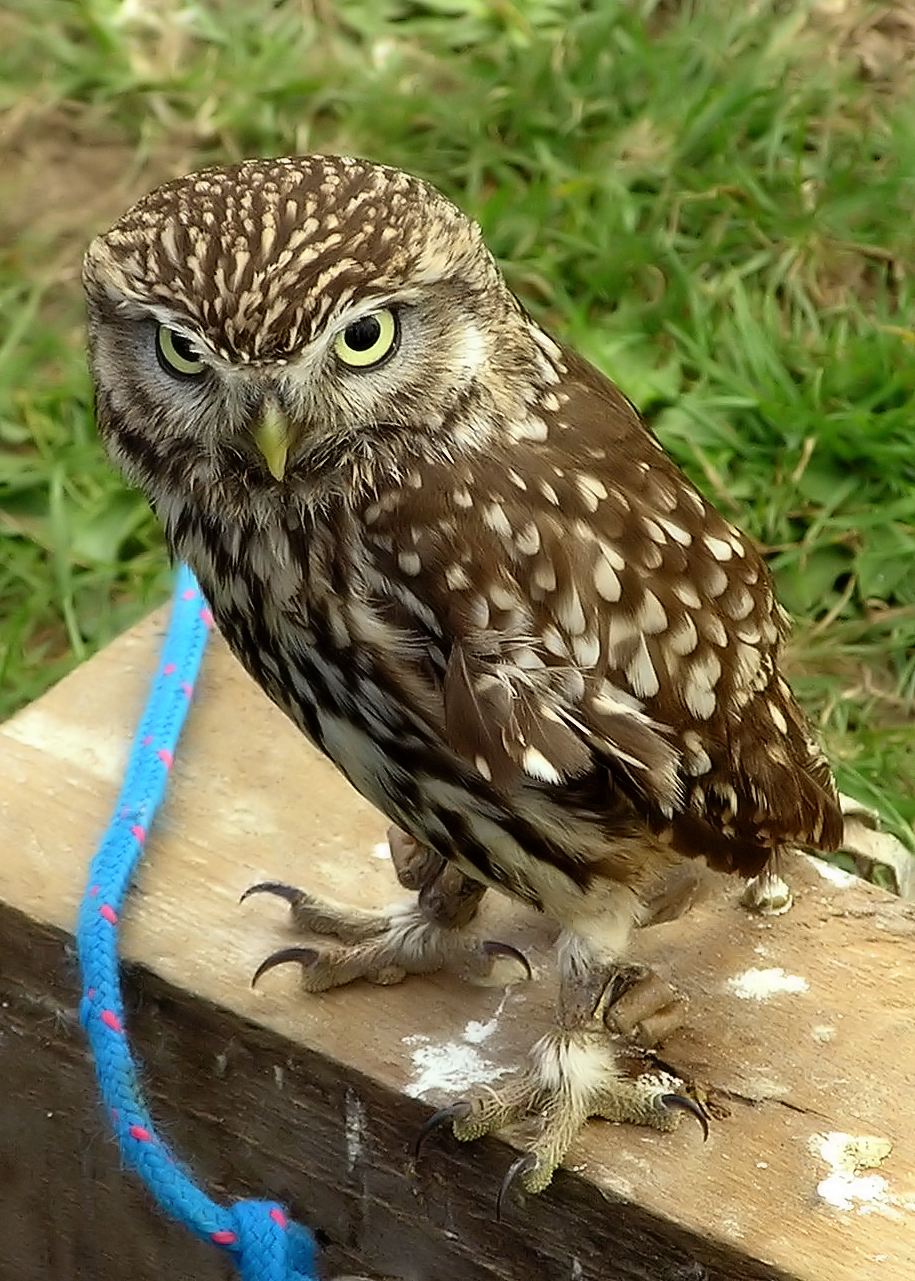

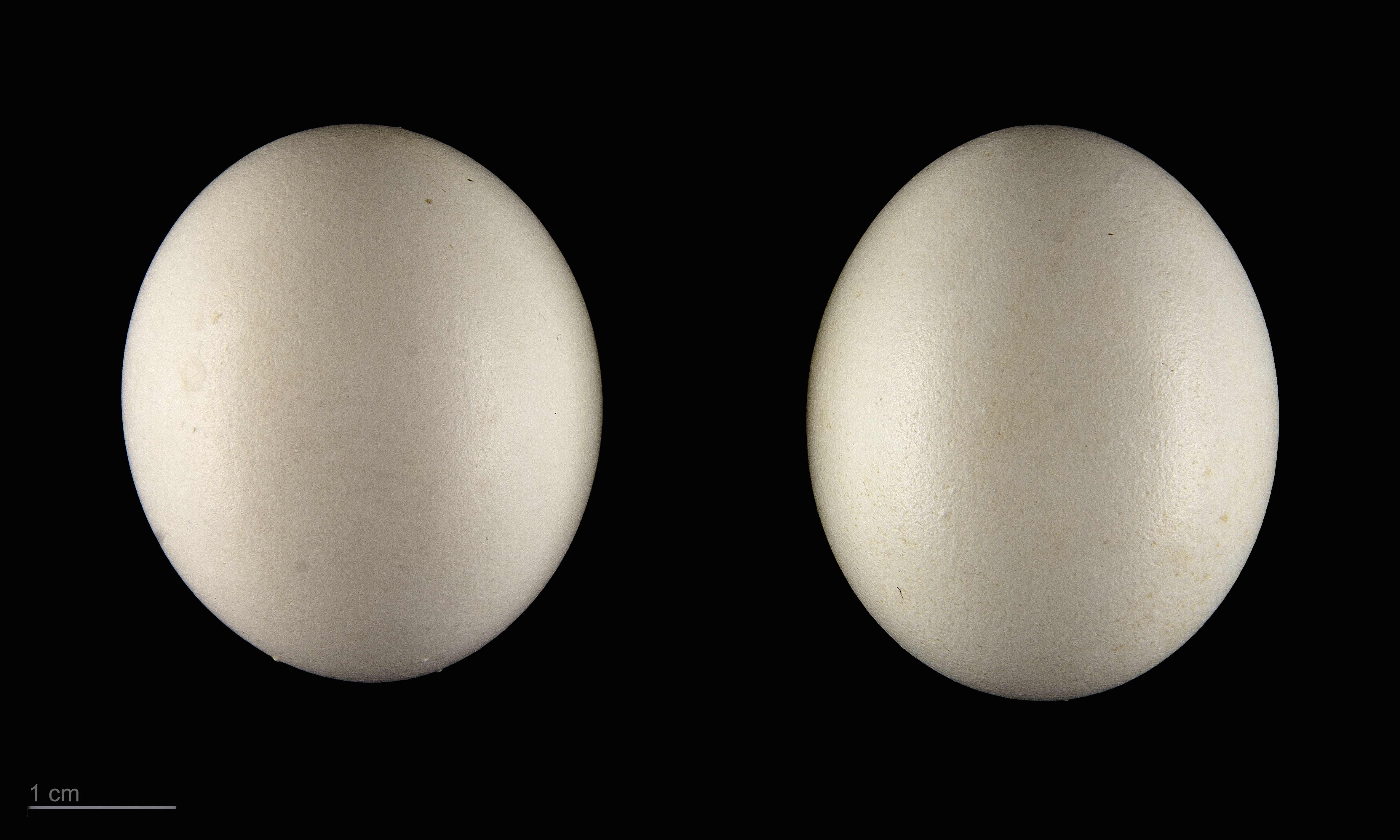
Athene noctua vidalii

Minervaugglan häckar i öppet landskap, jordbruksbygd med brutet landskap, parker, alléer och halvöken. Den är delvis dagaktiv och ses ofta helt öppet på telefonstolpar eller andra upphöjda utkiksplatser varifrån den spanar efter byten. Den har sitt bohål i träd eller byggnader.

### Föda
Minervaugglan livnär sig av smågnagare, insekter, tättingar (småfåglar), sniglar samt mindre grod- och kräldjur. I sitt norra utbredningsområde äter den mest sorkar och möss, i söder mer av insekter.

## Status och hot
Arten har ett stort utbredningsområde och en stor population med stabil utveckling. Utifrån dessa kriterier kategoriserar IUCN arten som livskraftig (LC). Världspopulationen uppskattas till mellan fem och tio miljoner vuxna individer, varav det i Europa häckar 618 000–1 170 000 par.

## I kulturen

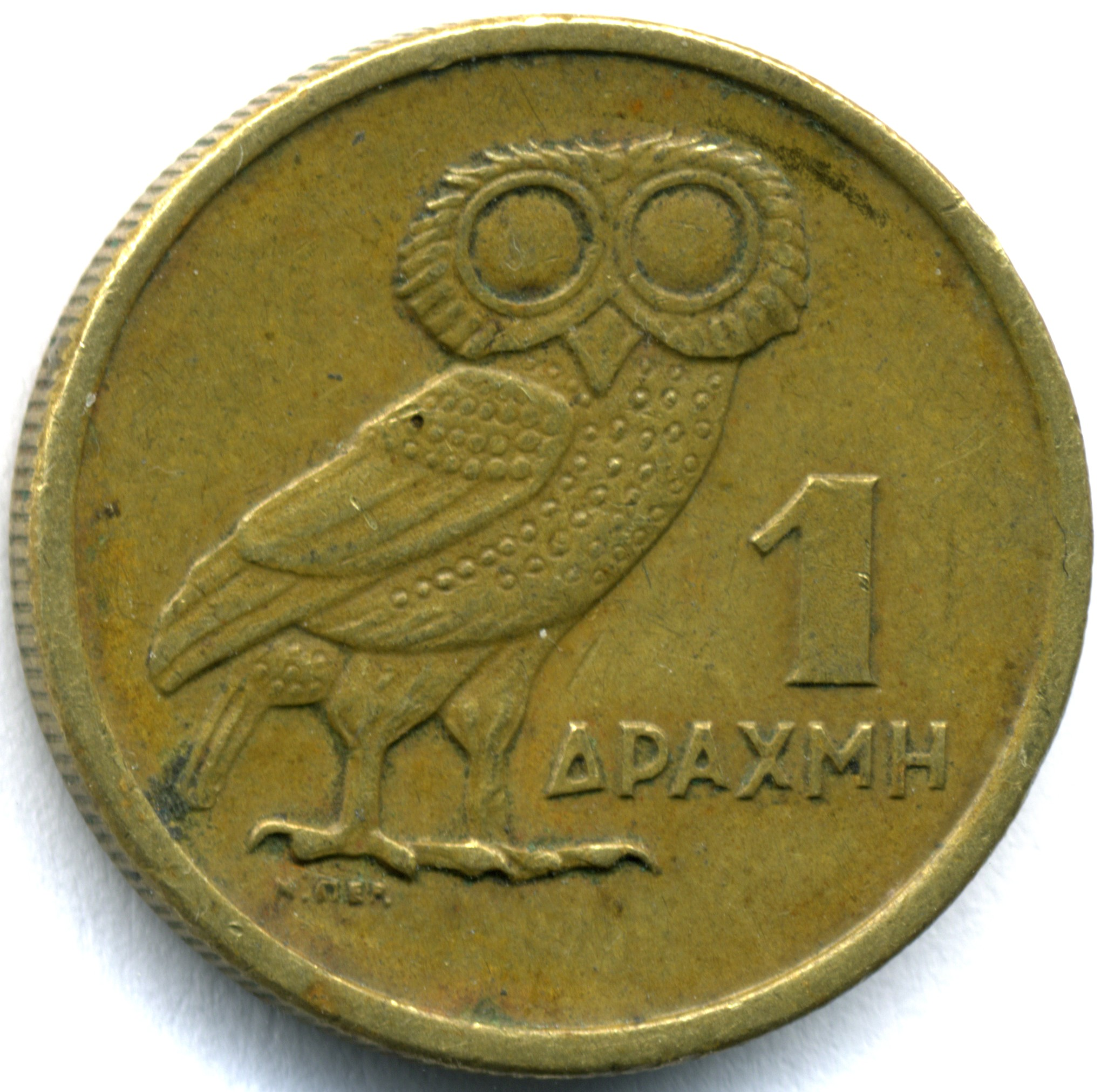
Grekiskt 1 drachma-mynt från 1973 avbildande en minervauggla.

Minervaugglan avbildades av de antika grekerna på vishetsgudinnan Athenas hjälm. I Aten lär den ha förekommit i sådan mängd att det gav upphov till ett ordstäv: att sända ugglor till Aten, som motsvarar det svenska uttrycket att bjuda bagarbarn bröd.